# Ostarrichi

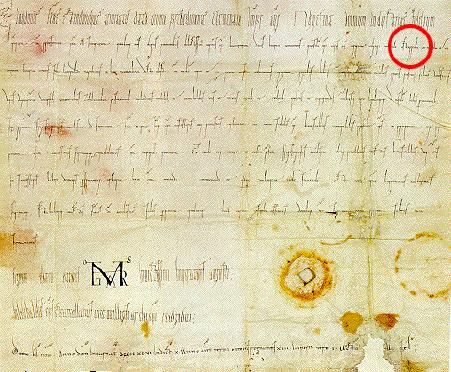
Il documento del 996 con la firma dell'imperatore Ottone III

Ostarrichi è l'antico nome tedesco che sta per il latino Marca Orientalis, in italiano traducibile con Marca dell'Est e che oggi significa Österreich, in italiano Austria.
Il primo documento in cui si legge Ostarrichi risale al 996 e designa quella zona governata dai Babenberg e che corrisponde all'incirca all'attuale Burgenland, la regione attraversata dal Danubio che scorre verso Vienna.
Il documento in cui appare il toponimo Ostarrichi fu firmato dall'imperatore Ottone III che pone il territorio sotto la giurisdizione del vescovo di Frisinga.